# Visca la Pepa!

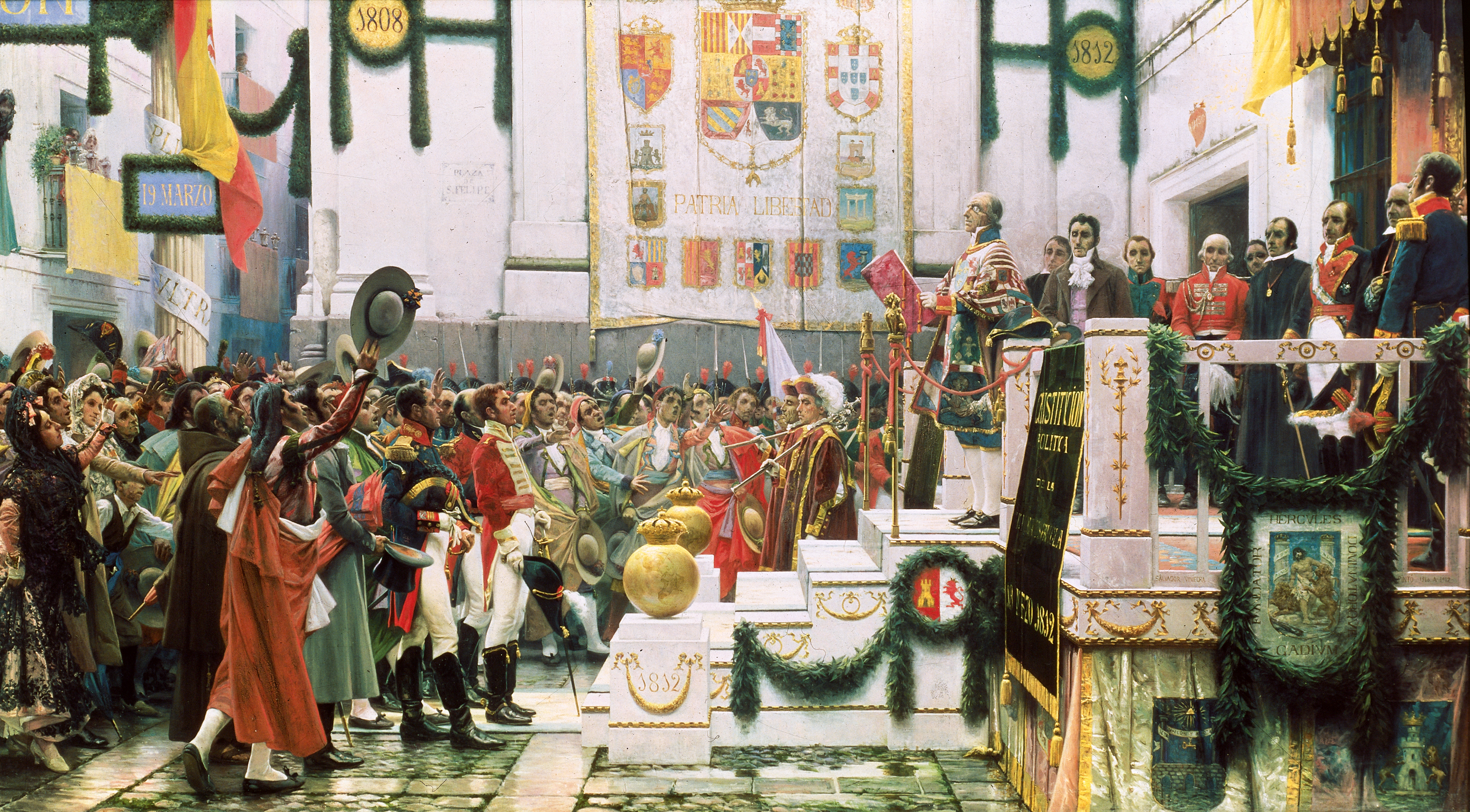
La promulgació de la Constitució de 1812, obra de Salvador Viniegra (Museu de les Corts de Cadis).

Visca la Pepa! és el crit amb el qual des del 19 de març de 1812 (diada de Sant Josep) proclamaven els liberals espanyols la seva adhesió a la Constitució de Cadis (proclamada aquest dia, i coneguda popularment com la Pepa).
La gran popularitat que va tenir el crit, la seva rotunditat i la seva facilitat de difusió fins i tot en circumstàncies de repressió política com les que van arribar entre 1814 i 1820 (restauració absolutista de Ferran VII) i entre 1823 i 1833 (Dècada Ominosa) el van convertir possiblement el primer lema polític de l'edat contemporània. En les mateixes circumstàncies es difonien cançons com el Trágala! (per humiliar Ferran VII, obligat a jurar la constitució en 1820) i l'himne de Riego (per glorificar al militar liberal revoltat llavors i executat en 1823). El fet que anessin altres constitucions i no la de Cadis les que estiguessin en vigor no va restar capacitat de convocatòria al crit, sinó tot el contrari, en afegir la nostàlgia i la comparació de l'ideal progressista amb les restriccions que el liberalisme moderat imposava als textos en vigor al llarg de tot el segle xix.

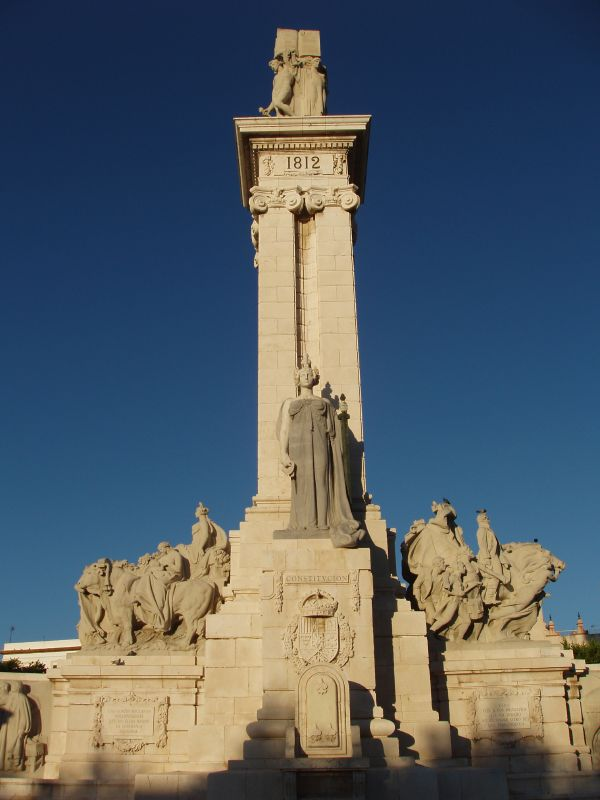
Monument a La Pepa

La difusió del crit no es va detenir a Espanya: a l'època del Risorgimento o unificació italiana es cridava Viva Verdi!, ocultant en el nom del músic l'acrònim de «Vittorio Emanuele Re D'Itàlia».
Va haver-hi altres troballes semàntiques a les Corts de Cadis, com la mateixa paraula «Liberal», que fins llavors significava «generós», i que passa a altres idiomes europeus amb el sentit de «partidari de la llibertat». El mateix va ocórrer amb les paraules «guerrilla» i «guerriller», que s'apliquen des de la Guerra del Francès a la tàctica i als combatents irregulars en la guerra contemporània.
La visió pejorativa del crit, probablement fruit del seu ús irònic pels enemics polítics dels liberals (els absolutistes espanyols), ha acabat imposant el seu ús com a sinònim d'anarquia o fins i tot improvisació, desordre o vagància. Dir d'algú que és un viva-la-pepa, equival a titllar-lo d'irresponsable o despreocupat. Idèntica translació de sentit va sofrir el crit Visca Cartagena!, l'origen del qual va ser la revolta cantonalista durant la Primera República Espanyola (1874).